# Lentamyces zychae
Lentamyces zychae är en svampart som först beskrevs av Hesselt. & J.J. Ellis, och fick sitt nu gällande namn av Kerst. Hoffm. & K. Voigt 2008. Lentamyces zychae ingår i släktet Lentamyces, ordningen Mucorales, divisionen oksvampar och riket svampar.   Inga underarter finns listade i Catalogue of Life.